# Eduardo Cruz
Eduardo Cruz Sánchez (Alcobendas, 27 de febrero de 1985) es un cantante y compositor español. Es el hermano menor de las actrices Penélope Cruz y Mónica Cruz.

## Biografía
Eduardo Cruz nació en 
Alcobendas, Madrid (España), en 1985. Su interés por la música comenzó a una edad muy temprana y comenzó a componer a los 14 años. Al principio de su carrera, el nombre de Eduardo se asoció con éxito con la escena del pop hispano, pero no tomaría mucho tiempo para que él encontrara su verdadero amor y hacer una transición artística y creativa en la música electrónica y el cine. En 2011, Eduardo participa en su primer proyecto cinematográfico al componer un tango que establece el tono de la relación de los dos personajes principales de la película Pirates of the Caribbean: On Stranger Tides (conocida en España como Piratas del Caribe: en mareas misteriosas y en Hispanoamérica como Piratas del Caribe 4: navegando aguas misteriosas), dirigida por Rob Marshall. En 2012, es compositor de la banda sonora de la película Venuto al Mondo (Twice Born, Volver a nacer), dirigida por Sergio Castellitto. En 2015 participa como compositor en la película Ma ma, dirigida por Julio Medem. Ha tenido algunas incursiones en el mundo de la publicidad al componer música para las campañas comerciales de marcas internacionales como Lancome, L'Oréal, Liverpool, Epson, Agent Provocateur y Nintendo, entre otras.

## Bandas sonoras
- Pirates of the Caribbean: On Stranger Tides (2011) (participó como colaborador)
- Twice Born (2012) (compositor)
- Ma ma (2015) (participó como colaborador)

## Vida personal
Es el hermano menor de las actrices Penélope Cruz y Mónica Cruz. Desde 2018 se encuentra en una relación con la actriz y modelo argentina Eva De Dominici. En octubre de 2019 se convirtieron en padres por primera vez de un niño al que llamaron Cairo, nacido en Los Ángeles (Estados Unidos), donde viven.

## Discografía

### Cosas que contar(2006)
Lista de canciones:
1. "Nuestro amor"
2. "Donde estás"
3. "Tu manera"
4. "Ni tú ni yo"
5. "No hay nada que hacer"
6. "Es por ti"
7. "P.M."
8. "Cosas que contar"
9. "Sueño"
10. "Televisión"
11. "Tú y Los Stones"

### Tu manera(2006)
1. "Tu manera"
2. "Ni tu ni yo"
3. "Cosas que contar"